# Gmina Hylte
Gmina Hylte (szw. Hylte kommun) – gmina w Szwecji, w regionie Halland, siedzibą jej władz jest Hyltebruk.
Pod względem zaludnienia Hylte jest 208. gminą w Szwecji. Zamieszkuje ją 10 432 osób, z czego 48,93% to kobiety (5104) i 51,07% to mężczyźni (5328). W gminie zameldowanych jest 599 cudzoziemców. Na każdy kilometr kwadratowy przypada 10,98 mieszkańca. Pod względem wielkości gmina zajmuje 111. miejsce.